# Pardalote de Tasmanie
Pardalotus quadragintus
Espèce
Statut de conservation UICN

 EN A2ac;B1ab(ii,iii,iv,v)+2ab(ii,iii,iv,v);C1 : En danger
Le Pardalote de Tasmanie  (Pardalotus quadragintus) est une espèce de passereaux endémique au sud-est de la Tasmanie, en Australie.
Il vit uniquement dans les forêts et zones boisées d'Eucalyptus viminalis. Il se procure de la nourriture, sous forme d'invertébrés, et de miellat.